# Leonid Stolovich
Leonid Naumovich Stolovich (en estonià Leonid Stolovitš; en rus: Леони́д Нау́мович Столович. 22 de juliol de 1929, Leningrad, actual Sant Petersburg – 4 de novembre de 2013, Tartu, Estònia) va ser un filòsof rus-estonià especialista en estètica.
Stolovich es va graduar a la Universitat de Leningrad el 1952. Es va doctorar en filosofia l'any 1966 i va ser professor de filosofia a partir de 1967. A partir de 1953 ja havia començat a donar classes a la Universitat de Tartu, Estònia, on hi va romandre tota la vida, ja des de 1994 com a professor emèrit.
Durant l'època de la Perestroika, Stolovich va participar en el moviment pro-democràcia, vinculat al Front Popular d'Estònia.
Dins del camp de l'estètica Stolovich va estudiar la seva història, les teories de l'estètica i l'axiologia. És autor de més de quaranta llibres i 400 publicacions en 20 idiomes. L'obra de Stolovich El pluralisme en la filosofia i la filosofia del pluralisme descobreix el “pluralisme sistemàtic”, un terme encunyat per Stolovich, que significa la unitat dels oposats dialèctics, pluralisme i monisme.